# 2015 CONCERT TOUR KIS-MY-WORLD
『2015 CONCERT TOUR KIS-MY-WORLD』은, Kis-My-Ft2의 7번째 DVD, Blu-ray이다.

## 개요
LIVE 본편은, 9월 20일에 행해진 도쿄돔 공연 마지막 모습을 영상화.
이번 LIVE DVD & Blu-ray는 전 3종류.

## 수록 내용

### ＜초회생산한정반＞[4DVD]
■특전

스페셜 패키지

호화 투어 포토북(84페이지 예정)+α (12페이지 부록)

※Blu-ray반 포토북과 내용이 다름

#### [DISC1]<133min>,[DISC2]<43min>
■LIVE영상

※ 초회 한정・통산반・Blu-ray반 모두 같은 수록곡

본편/ 앵콜 ~ 트리플 앵콜 (9.20 도쿄 돔)

에필로그
Overture／Brand New World／Kiss魂／Everybody Go ／運命Girl ／FOLLOW／Luv Sick ／Another Future ／if ／君にあえるから／BE LOVE／

わんダフォー／Shake Body!!／SHE! HER! HER! ／キ・ス・ウ・マ・イ ～KISS YOUR MIND～／LUCKY SEVEN!!／Summer Lover ／ 棚からぼたもち／

てぃーてぃーてぃーてれって てれてぃてぃてぃ～だれのケツ～／アゲてくぜ！ ／大喜利コーナー／ドキドキでYEEEAAAHHH!!／Kis-My-Venus／

Halley／WANNA BEEEE!!! ／Double Up／証／FIRE!!!／Hair／FIRE BEAT ／ETERNAL MIND／サクラヒラリ／KISS & PEACE

 
[ENCORE] やっちゃった！！／Thank youじゃん！
[W/ENCORE]　 光のシグナル～アイノビート～Shake It Up～キミとのキセキ／Kis-My-Calling!
[Triple/ENCORE]　Good-bye,Thank you
[epilogue]～Kiss & Peace forever…～

#### [DISC3]<167min>
■특전 영상

★4대돔 투어 완전 밀착 도큐먼트 ~7명의 궤적~

・영상 메이킹 편

・리허설 편

・의상 맞추기 편

・총 연습 편

・오사카 돔 편
 
・후쿠오카 돔 편 

・기자회견 편 

・도쿄 돔 편
 
・나고야 돔 편

#### [DISC4]<154min>
■특전 영상

★유닛 4조 도큐먼트 ~무대 뒷면 또 다른 이야기~ 

・요코오 & 후지가야 편
 
・타마모리 & 미야타 편
 
・니카이도 & 센가 편
 
・키타야마 & 후지가야 편

 
★투어 중에 감행! 멤버 고안의 각 솔로 기획 ~SEVEN WORLD~ 

KI-WORLD / S-WORLD / M-WORLD / Y-WORLD / F-WORLD / T-WORLD / 2-WORLD 

＜KI-WORLD＞～키타야마 생일 기념 롱 인터뷰～

＜S-WORLD＞ ～센가의 이 지방 엑서사이즈～

＜M-WORLD＞ ～미야타의 "미야 대륙"～

＜Y-WORLD＞ ～요코오의"Yoko-Cafe"오픈～

＜F-WORLD＞ ～후지가야, 키타야마에게 ○○을 사다～

＜T-WORLD＞ ～타마모리 유타의 귀여운 산책～

＜2-WORLD＞ ～니카짱의 작은 몰래카메라 코너～

### ＜통산반＞[2DVD]
■특전 내용

★멤버 부음성~ LIVE 토크& 감상회~

★기타

#### [DISC1]<133min>
■LIVE영상

초회한정반과 동일

#### [DISC2]<85min>
초회한정반과 일부 동일 (앵콜~ 트리플앵콜, 에필로그)
■특전영상

★「신춘Kis-My-복주머니～올해도 잘부탁해 Thank you잖아！～」스페셜영상（2015.1.5~8 요코하마 아리나）
  
アイノビート -Dance ver.-／テンション／We never give up！／Seven Journey／Perfect World／

ダイスキデス／Winter Lover／SNOW DOMEの約束／Black & White／Tell me why／Good night

### ＜Blu-ray반＞[3Blu-ray]
■특전

★스페셜 패키지

★투어 포토북 (48페이지 예정)

초회생산한정반 DVD의 포토북과 내용이 다름

#### [DISC1] <176min>
■LIVE영상

초회한정반과 동일

#### [DISC2]<34min>
■ 특전 영상  

★ 멀티 앵글 LIVE 영상 

「FOLLOW」
「if」
「Shake Body!! (고속 댄스)～ SHE! HER! HER!」
「Hair」
「ETERNAL MIND」
「BE LOVE」
「わんダフォー」
「Double Up」
「証～FIRE!!!」

#### [DISC3]<180min>
★ 전 공연 MC 코너 + α 모음 

・오사카돔 편
 
・후쿠오카돔 편
 
・도쿄돔 편
 
・나고야돔 편 

・9.17도쿄돔 서프라이즈 편
★ 전 공연 오오기리 + α 모음

・오사카돔 편 

・후쿠오카돔 편
 
・도쿄돔 편
 
・나고야돔 편 

・키스마이 패밀리 영상 전집
★ 투어 파이널 엄선 영상 (10.29 나고야 돔)
 
「LUCKY SEVEN!!」「AAO」「最後もやっぱり君」

「光のシグナル～アイノビート～Shake It Up～キミとのキセキ ーhalloween ver.ー」

「Kis-My-Calling! ーhalloween ver.ー」
MC
「Smile（Triple/ENCORE）」